# Bjuråker
Bjuråker is een plaats in de gemeente Hudiksvall in het landschap Hälsingland en de provincie Gävleborgs län in Zweden. De plaats heeft 105 inwoners (2005) en een oppervlakte van 12 hectare. De plaats ligt aan het meer Norrdellen.

## Verkeer en vervoer
Bij de plaats loopt de Länsväg 305.